# Пожежа у Ростові-на-Дону
Пожежа у Ростові-на-Дону 21 серпня 2017 року — пожежа в центральній частині міста, що знищила близько 120 будівель, що сталася внаслідок підпалу невідомими.

## Передісторія пожежі
Говнярка — квартал в центрі Ростова (також місцеві жителі називають його Шанхай), розташований трохи нижче великої Театральній площі майже біля самого Дона й названий городянами за базу місцевого комунального господарства, де свого часу паркувалися асенізаторські машини. Незважаючи на те, що це один з найменш упорядкованих районів міста (фактично це нетрі), вартість сотки землі в цій частині Пролетарського району Ростова-на-Дону складає до 1,5 мільйонів рублів, чим приваблює інтерес місцевих компаній-забудовників. За словами мешканців, незадовго до пожежі квартал обходили невідомі люди і пропонували викупити їх ділянки землі за вартістю удвічі нижче ринкової. Багато відмовилися продавати ділянки й назвали запропоновані ціни заниженими. У разі незгоди, людям погрожували підпалами.

## Хронологія пожежі
Перше повідомлення про загорання будинку в районі Театральної площі надійшло о 12:52 21 серпня. Горів будинок за адресою Нижегородська вулиця, 33. Саме його рятувальники називають джерелом займання. Пізніше від місцевих жителів стала надходити інформація про пожежу ще за кількома адресами. Внаслідок сильного вітру вогонь швидко поширювався на сусідні будинки. В результаті близько 15:00 займання було зафіксовано на відстані трьох кварталів від Театральної площі — у Кріпосному провулку. Пожежа була ліквідована до третьої години ранку 22 серпня. Всього згоріло близько 120 будівель. Багато згорілі будинки були старовинними, наприклад, один був побудований в середині XIX століття, а інший — в 1901 році. Велика частина згорілих будинків відновленню не підлягає.

## Наслідки
В результаті пожежі постраждало 692 людини, один загинув. Дев'ять з поранених були шпиталізовано. З 23 серпня постраждалі отримали компенсацію в розмірі 20 тисяч й 30 тисяч рублів. Слідчий комітет порушив кримінальну справу за статтею 293 КК РФ «халатність», а поліція — кримінальну справу за статтею 167 КК РФ «підпал». Проте вже в січні 2018 року версія про підпал була відхилена поліцією за недостатніх доказів. Незважаючи на це, розслідування триває досі, винні так й не знайдені. Начальник регіонального МУ МНС генерал-майор МНС Валерій Синьків, який висунув версію про підпал, через два місяці після пожежі був звільнений.
Також росіяни створили петицію на сайті change.org, в якій запропонували прийняти законопроєкт, згідно з яким на місці згорілих будинків буде заборонено будівництво нерухомості, орієнтуючись на аналогічне рішення, прийняте в 2012 році у Томську після серій підпалів старих дерев'яних будинків.